# EB/Streymur/Skála
EB/Streymur/Skála er en fodboldklub for kvinder, der spiller i Færøernes bedste kvinderække, Betrideildin kvinnur. Klubben blev etableret i 2013 som et resultat af en sammenlægning mellem EB/Streymur og Skála ÍF. Herrernes klubber er dog fortsat hver for sig. Holdet vandt pokalturneringen i 2017, da de vandt finalen 3-2 mod HB Tórshavn. Senere samme år, den 7. oktober 2017, vandt holdet det færøske mesterskab i kvindernes fodbold. Det var første gang i det 21. århundrede, at et andet hold end KÍ Klaksvík, vandt FM.

## Truppen
Pr. 4. maj 2020.
| Nr. | Land     | Position | Spiller                        |
| --- | -------- | -------- | ------------------------------ |
| 1   | Færøerne | MM       | Anna Sunadóttir Hansen         |
| 2   | Færøerne | FO       | Randi Fagradal                 |
| 3   | Færøerne | FO       | Mirjam Danielson               |
| 5   | Færøerne | MI       | Birna Tummasardóttir Mikkelsen |
| 6   | Færøerne | MI       | Kára Djurhuus                  |
| 7   | Færøerne | AN       | Silja Augustinussen            |
| 8   | Færøerne | MI       | Bjarta Djurhuus                |
| 9   | Færøerne | MI       | Rúna Olsen                     |
| 10  | Færøerne | MI       | Durita Mikkelsen               |
| 11  | Færøerne | MI       | Anna Sofía Sevdal (anfører)    |
| 12  | Færøerne | MI       | Katrina Hansen                 |

| Nr. | Land     | Position | Spiller                      |
| --- | -------- | -------- | ---------------------------- |
| 13  | Færøerne | AN       | Miriam Egilsdóttir           |
| 15  | Færøerne | FO       | Sára Magnussen               |
| 16  | Færøerne | FO       | Lea Lisberg                  |
| 25  | Færøerne | MM       | Sunnuvá Vesturdal            |
|     | Færøerne | FO       | Rúna Joensen                 |
|     | Færøerne | FO       | Rakul Magnussen              |
|     | Færøerne | MI       | Margunn Lindholm             |
|     | Færøerne | FO       | Sólfríő Persdóttir Rasmussen |
|     | Færøerne | MI       | Sunnvá Johansen              |
|     | Færøerne | MI       | Íðunn Magnussen              |

## Hæder
- Betrideildin kvinnur
  - Vindere: 2017, 2018
  - Toere: 2013, 2014, 2015, 2016

- Steypakappingin kvinnur (Færøernes Pokalturnering kvinder)
  - Vindere: 2017, 2018
  - Toere: 2015

## Trænere
- Poul G. Olsen (2013–2015)
- Argentina Erik Ernesto Nielsen (2016–)